# Helge Ekroth
August Helge „Ekis“ Ekroth (* 26. Februar 1892 in Stallarholmen, Gemeinde Strängnäs; † 29. November 1950 in Stockholm) war ein schwedischer Fußballspieler.

## Laufbahn
Ekroth spielte für AIK Solna und wurde mit dem Klub vier Mal schwedischer Meister. Die Saison 1913/14 verbrachte er in England bei Leicester Fosse und Tottenham Hotspur, danach kehrte er wieder zu seinem Stammverein zurück. Mit Mannschaftskamerad Kalle Ansén gehörte er zum Kader der schwedischen Nationalmannschaft bei den Olympischen Spielen 1912. Insgesamt bestritt er 18 Länderspiele und erzielte dabei acht Tore.

## Erfolge
- Schwedischer Meister: 1911, 1914, 1916, 1923